# Ximo Puig
Joaquín Francisco Puig Ferrer (Morella, Castellón, 4 de enero de 1959), más conocido como Ximo Puig, es un periodista y político español, exdiputado en las Cortes Valencianas por Valencia y senador en las Cortes Generales por designación de las Cortes Valencianas. Asimismo, fue secretario general del Partido Socialista del País Valenciano (PSPV-PSOE) entre 2012 y 2024.
Entre 2015 y 2023, fue presidente de la Generalidad Valenciana. También, ha sido diputado en el Congreso de los Diputados por Castellón (2011-2015), alcalde de Morella (1995-2012) y diputado en las Cortes Generales por Castellón en tres periodos distintos (1983-1986; 1999-2011; y 2015-2023).

## Biografía
Nació el 4 de enero de 1959 en Morella (Castellón). Ha trabajado en el Ayuntamiento de Carcagente y en el ámbito periodístico para medios como el periódico Mediterráneo de Castellón, la Agencia EFE, Radio Popular y Antena 3 Radio. 
Militante del PSPV, fue elegido diputado por Castellón en las Cortes Valencianas en 1983. 
Fue diputado de Cultura en la Diputación de Castellón bajo la presidencia de Francisco Solsona, momentos en los que el apoyo de la administración a numerosas actividades culturales y juveniles eran incipientes y decisivas en el inicio de andadura del estado autonómico. 
Entre 1986 y 1995 fue director de Relaciones Institucionales e Informativas de las Cortes Valencianas. 
En las elecciones municipales de 1995 fue elegido alcalde de Morella, cargo que ha revalidado en las convocatorias de 1999, 2003, 2007 y 2011. 
En ese mismo año, 1995, se estrenó como portavoz del grupo socialista en la Diputación de Castellón, presidida por el presidente Carlos Fabra. Además, desde 1999 es diputado en las Cortes Valencianas por Castellón, desempeñando cargos de especial relevancia, tales como el de portavoz parlamentario, tras la renuncia de Antoni Asunción, en 1999, o de vicepresidente segundo de las Cortes Valencianas, a partir de 2003. Es padre de dos hijos. 
En 2008 presentó su candidatura a la secretaría general del PSPV, encabezando el movimiento del Nou Socialisme Valencià, con un proyecto de amplio espectro, que reclamaba más autonomía de los socialistas valencianos en la toma de decisiones que afectaban al territorio, pero el elegido en el 11.º congreso fue el alcalde de Alacuás Jorge Alarte, por el estrecho margen de 20 votos. 
Además de alcalde de Morella, fue portavoz adjunto del PSPV en las Cortes Valencianas hasta mayo de 2011. 
Fue candidato a secretario general del PSPV para el Congreso Nacional de la formación política del año de 2012. Se enfrentó a sus compañeros de partido Francesc Romeu, Manuel Mata y Jorge Alarte. Finalmente, fue elegido secretario general con el 63% de los votos tras lograr el apoyo de Francesc Romeu, al no conseguir este los avales.
Desde diciembre de 2011 es diputado en las Cortes Generales por Castellón. El 25 de junio de 2012 renunció a la alcaldía de Morella para centrarse en su labor como secretario general del PSPV y diputado nacional. El 30 de junio hace efectiva su dimisión en un pleno el que Rhamsés Ripollés es elegido nuevo alcalde.

### Presidente de la Generalidad Valenciana

#### Primer mandato
El 9 de marzo de 2014 ganó las primarias abiertas convocadas por el PSPV para la candidatura de su partido a la presidencia de la Generalidad Valenciana con el 69 % de los votos frente al 31 % del alcalde de Faura, Toni Gaspar.
El 25 de junio de 2015, gracias a los votos del PSPV-PSOE, Compromís y tres de trece diputados de Podem, fue investido presidente de la Generalidad Valenciana, sucediendo a Alberto Fabra y poniendo fin a dos décadas de gobiernos populares en la región. El 27 de junio de 2015, fue publicado su nombramiento en el Boletín Oficial del Estado.

#### Segundo mandato
Tras las elecciones autonómicas del 28 de abril de 2019, llegando a un acuerdo tripartito "in extremis" entre PSPV-PSOE, Compromís y Podemos, se firma en el Castillo de Santa Bárbara (Alicante) la segunda edición del Pacto del Botánico a fecha de 12 de junio de 2019. 
Tras el pleno del 13 de junio de 2019, Ximo Puig es reelegido para una segunda legislatura como presidente de la Generalidad Valenciana, junto a Mónica Oltra y Rubén Martínez Dalmau como vicepresidentes con miembros de los tres partidos integrados en el nuevo gobierno.
De cara a las elecciones autonómicas del 28 de mayo de 2023 Puig se postuló como candidato a la presidencia en búsqueda de su tercer mandato. En dichas elecciones el PSPV fue la segunda fuerza más votada consiguiendo el 28,34 % de los votos y 31 de los 99 diputados que conforman las Cortes Valencianas. Las fuerzas de izquierda del parlamento sumaban 46 diputados y las de derechas 53. El candidato del Partido Popular Carlos Mazón fue investido presidente gracias a los votos de Vox y Puig fue cesado de su cargo el 15 de julio de 2023, tras 8 años al frente de la Generalidad Valenciana.

### Senador en Cortes
Tras su salida del Gobierno regional, las Cortes Valencianas le designaron senador en Cortes. En la Cámara Alta, forma parte de la Diputación Permanente y de las comisiones de Función Pública, General de Comunidades Autónomas y de Presupuestos, presidiendo esta última.
Dimitió como senador el 19 de febrero de 2024 para ser nombrado al día siguiente embajador de España ante la OCDE.

## Controversias

### Caso Azud
El Caso Azud es una macrocausa judicial que investiga el presunto pago de comisiones ilegales a cargos públicos, destinados a favorecer la adjudicación de grandes proyectos urbanísticos y contratos públicos.
Tras el levantamiento del secreto de sumario se conoció que la investigación de la Unidad Central Operativa (UCO) de la Guardia Civil apunta a una posible financiación ilegal de las campañas electorales socialistas en 2007 y 2008, cuando José Cataluña  era el tesorero de la Partido Socialista en la Comunitat Valenciana.
Entre las investigaciones realizadas por la Guardia Civil al tesorero destaca la intervención de su agenda personal donde aparecen anotaciones con el nombre "X.Puig" en el periodo en que el ahora presidente de la Generalidad Valenciana competía para liderar el partido socialista incorporando al informe policial las imágenes de las camisetas que, supuestamente y entre otras actuaciones, se financiaron con comisiones ilegales de contratos públicos.

### Francis Puig
El 9 de mayo de 2023, se publicó en el periódico El Mundo, el transcurso una denuncia ante la Agencia Valenciana Antifraude, en la que se investigaba el pago continuo (en 57 ocasiones), y sin contrato a una empresa propiedad de su hermano, Francis Puig,  en concepto de anuncios publicitarios. Estos hechos habrían ocurrido mientras Ximo Puig era alcalde de Morella en la Provincia de Castellón. Un año antes, Francis Puig, había admitido que «presentó las mismas facturas para obtener subvenciones en Cataluña y Valencia». 

## Cargos desempeñados
- Diputado por Castellón en las Cortes Valencianas (1983-1986, 1999-2011 y 2015-2023).
- Director de Relaciones Institucionales de las Cortes Valencianas (1986-1995).
- Alcalde de Morella (1995-2012).
- Portavoz del PSPV-PSOE en las Cortes Valencianas (2000-2003).
- Vicepresidente segundo de las Cortes Valencianas (2003-2007).
- Portavoz adjunto del PSPV-PSOE en las Cortes Valencianas (2007-2011).
- Diputado por Castellón en el Congreso de los Diputados (2011-2015).
- Secretario general del PSPV-PSOE (2012-2024).
- Secretario de Reformas Democráticas del PSOE (2014-2016).
- Presidente de la Generalidad Valenciana (2015-2023).
- Diputado por Valencia en las Cortes Valencianas (2023)
- Senador en las Cortes Generales (2023-2024)
- Embajador de España ante la OCDE (2024-)